# Fallout (játéksorozat)
A Fallout szerepjáték-sorozat, melyet az Interplay és a Bethesda Softworks adott ki. A cselekmény a XXII. és XXIII. században játszódik, némi retró-beütéssel, ugyanis a hangulat az 1950-es évek atomháborús félelemmel átitatott légkörét idézi. Alapvetően a Wasteland című játék folytatásaként készült el az első rész, a névjogok viszont a korábbi játékot kiadó Electronic Arts kezében voltak, így lett az új cím Fallout.
A legelső epizódot 1997-ben az Interplay berkein belül verbuválódott fejlesztőcsapat készítette, Tim Cain vezetésével, melyből megalakult a Black Isle Studios – ők készítették a Fallout 2-t, és eredetileg a Fallout 3 fejlesztését is ők kezdték meg. Ezzel egy időben készült még a harcrendszert kihasználó taktikai játék is (Fallout Tactics), illetve konzolokra akciójáték (Fallout: Brotherhood of Steel). Az Interplay szorult anyagi helyzete miatt kénytelen volt eladni a játékok jogait a Bethesda Softworksnek, akik Todd Howard vezetésével készítették el a folytatásokat: egy teljesen új Fallout 3-at, a Fallout 4-et, és Fallout 76 címmel egy MMORPG-t. A Black Isle korábbi fejlesztőit is sorai közt tudó Obsidian Entertainment egy spin-off epizódot is készített, Fallout: New Vegas címmel. Előkészületben volt az Interplaynél egy saját Fallout-MMORPG is, Project V13 munkacímen, ezt azonban a Bethesdával folytatott jogvita során átnevezték, majd a fejlesztés le is állt. A játékok univerzumában játszódó televíziós sorozat 2024-ben debütál a Prime Videón.

## Történet

### Áttekintés
A Fallout-univerzum eredeti kánonját a Black Isle Studios egyik fejlesztője, Chris Avellone írta, és 2002-ben egy többrészes "Fallout Bible" néven hozta nyilvánosságra. Ebben volt egy idővonal, valamint a rajongók által feltett kérdések megválaszolásával is kiegészítette a történetet.
A Fallout-univerzum legfontosabb eseménye a Nagy Háború, mely mindössze két órán keresztül tartott, 2077. október 23-án. Az Amerikai Egyesült Államok, Kína, és a többi, nukleáris fegyverrel rendelkező ország kölcsönösen lebombázták egymást. A pusztítás ereje elsöprő volt: a felszabaduló energia nagyobb volt, mint az addigi háborúkban összesen. Amit a bombák nem semmisítettek meg, azzal a rettenetes hő, a lökéshullámok, vagy a radioaktivitás végzett.
Bő egy évszázaddal ezután kezdődik a Fallout-univerzum játékokban is látható története. Az emberiség megpróbálja újjáépíteni a világot, már amennyire ez lehetséges. Egyesek a felszínen élték túl a pusztítást, mások azonban elszenvedték a környezet átalakulását. Az amerikai kormány által épített Menedékekben is átvészelte a populáció egy része a háborút – ők teljesen elszigetelten éltek mindentől. Az általuk képviselt háború előtti technika azonban folyamatosan veszélyben van: gaz martalócok, mutánsok, megzavarodott robotok lesnek rájuk.
A játékok első két része és a TV-sorozat Kaliforniában játszódik, a Tactics az amerikai Középnyugaton és Chicago környékén, a konzolos Brotherhood of Steel Texasban, a harmadik és negyedik epizód és a Fallout 76 a keleti partvidéken, a New Vegas pedig Las Vegas környékén, Nevadában, valamint Utah-ban.

### Részletes történet
Az alábbiakban olvasható háttértörténetet a játékok egyik fejlesztője, Chris Avellone írta 2002-ben, amelyet a Black Isle weboldalán hozott nyilvánosságra több részletben, 2002-ben.

#### A háború előtt
Az itteni 21. századi világ az 1950-es évek paranoiás, hidegháborús állapotára emlékeztetett. Az Egyesült Államok kormánya egyre agresszívebbé és harciasabbá vált valós vagy vélt ellenségeivel szemben. Különösen kiélezte ezt a helyzetet az a tény, hogy a 2050-es évekre a Föld fosszilis energiahordozói elfogytak, az új, nukleáris alapú energia pedig még nem volt eléggé elterjedt, ami feszültségekhez vezetett. Az ENSZ 2052-ben megszűnt létezni, több kisebb állam pedig csődöt jelentett. Az Európai Unió és a közel-keleti államok hosszú és véres háborúba kezdtek az utolsó, még fellelhető olajtartalékokért.
2053 végén az Egyesült Államok lezárta határait egy új, félelmetes vírus pusztítása miatt. Ugyanebben az évben egy terrorista-támadás lerombolta Izraelben Tel-Aviv városát. A fokozódó nyomás hatására a kormány megbízást adott ki a Menedékház Terv kidolgozására. Az infláció és az általános politikai helyzet miatt nem volt egyszerű a finanszírozás, de a kormány eredeti terve az volt, hogy az újonnan felépítendő Menedékekben el tudják szállásolni az embereket, megvédve őket egy nukleáris csapástól vagy egy járványtól.
2060-ban a Közel-Kelet utolsó olajtartalékai is elfogytak. Ennek egyenes következménye lett az Európai Unió háborújának vége. Az államszövetség hamarosan szét is esett, egymással marakodó államokra, melyek az utolsó megmaradt energiahordozókért küzdöttek. 2066-ban Kína váratlan támadást intézett Alaszka ellen, ez a terület volt ugyanis az utolsó a Földön, ahol még található volt olaj. Az USA gyorsan reagált, de a háború így is közel tíz évig tartott. A háború következménye lett, hogy a két nagyhatalom annektálta szomszédait. Így került az USA fennhatósága alá Kanada 2076-ban. Az itt megtalálható nyersanyagok segítségével 2077 januárjában Alaszka felszabadult a kínai megszállás alól. Időközben a katonai gépezet folyamatosan újabb és újabb találmányokat hozott létre. Ezek egyike volt egy vírus (az F.E.V.), melyet eredetileg a hatalmas járvány megfékezésére fejlesztettek ki, de mutálódott változatával már katonai tervek is voltak. A hadsereg részére ekkoriban fejlesztették ki az erőpáncélokat, illetve kreáltak bizarr élőlényeket, kizárólag hadi célra.
2077. október 23-án, a kora reggeli órákban az Egyesült Államok területe felett atombombák jelentek meg, majd csapódtak be – s a viszontválasz azonnal megtörtént. Senki nem tudja pontosan, ki indította valójában az első csapást, de a következmények ismeretében teljesen mindegy is volt. Mindössze két órán keresztül tartott, s mindent elpusztított a Földön, ahogy az európai államok és a Szovjetunió is kilőtte saját rakétáit. A Fallout TV-sorozat sugalmazza, hogy a háború megindításához köze volt a Vault-Tecnek, ugyanis mint magáncég építették a Menedékeket, és béke esetén nem térült volna meg soha a befektetésük (nem vásárolta volna meg senki a drága férőhelyeket). Az Interplay első filmterve is erre tett volna utalást, abban ugyanis a 13-as Menedék Felvigyázója lett volna az a személy, aki kilőtte az első rakétákat.
Mivel a megelőző hónapokban számos próbariadót tartottak, a lakosságnak csak kis hányada menekült le a föld alatt található Menedékekbe. Különösen igaz volt ez a nyugati partvidékre, amelyet először találtak el a bombák. Nagyon sok ember kint maradt a szabadban – túlnyomó részük azonnal meghalt. Az Egyesült Államok árnyékkormánya, amely magát Enklávénak nevezte, egy csendes-óceáni olajfúró toronyra költözött, hogy tovább folytassa világuralmi törekvéseit, ha eljön az idő.

#### A háború után
A bombázások hatására gyakorlatilag a Föld teljes felszíne radioaktív pusztasággá változott. Az Egyesült Államok jelentősen elnéptelenedett, emiatt hatalmas területek ürültek ki és kezdtek lepusztulni magukra hagyottságukban. A kifosztott, üres nagyvárosok helyett az emberek kisebb, maguk ácsolta közösségekben kezdtek el élni. Az élelmiszer és az ivóvíz is radioaktív lett. Mindazonáltal ha ritkán is, de fellelhetőek olyan területek, amelyek szinte teljesen érintetlenek maradtak, sőt van tiszta vizük, flórájuk és faunájuk.
A túlélők közül egyesek a háború után pár évvel mutálódni kezdtek. 2080 körül már különféle mutáns emberek, állatok, és növények jelentek meg a bolygón, gyakran egyetlen éjszaka leforgása alatt keletkeztek új fajok vagy tűntek el régiek. Közöttük ott voltak a radioaktivitástól eltorzult emberek, a ghoulok.
Körülbelül húsz évvel a háború után kinyíltak az első Menedékek, és hozzákezdtek a civilizáció újjáépítéséhez. Az USA délnyugati partvidékén élő emberek voltak a legelsők, akik ehhez a hosszú és nehéz folyamathoz hozzákezdtek. Még kétszáz évvel a háború után sem sikerült ez maradéktalanul. Bár a Nyersanyagháború hivatalosan nem ért véget (viszont a szemben álló felek teljesen megsemmisültek), az embereknek kisebb dolguk is nagyobb annál, hogy ellenségeskedjenek más államokkal.
Az infrastruktúra megsemmisülése miatt a szükségletek kielégítése nehézkessé vált. A kereskedelemben általánossá vált a csere, és a kóláskupak vált az első számú fizetőeszközzé.

## Élőlények
A radioaktív sugárzás hatására számos új faj jelent meg a Földön. Ezek egy jelentős része már korábban létezett fajok módosult, nagyobbra nőtt változata: sáskák, gekkók, húsevő növények, radskorpiók, brahminok (kétfejű tehenek), radcsótányok, vakondpatkányok, illetve a későbbi játékokban megjelent mutáns medve, a yao guai, és a különféle vízi ízeltlábuak (ászkarákok, homárok) mutációjából kifejlődött mocsári leselkedők (mirelurk). Emellett az emberek mutálódott csoportja is horribilis átalakuláson ment keresztül: bőrük elszíneződött és már-már rothadásra hasonlító jeleket visel magán, hangjuk eltorzult, sterilek lettek, cserébe viszont extrém hosszú életűek. Ők a ghoulok, akiket ráadásul diszkrimináció is sújt. Hosszú életük miatt hajlamosak a demenciára, valamint a radioaktivitásnak való kitettségük miatt egyesek eszüket veszthetik, és félállati sorba visszasüllyedve elvadulhatnak.
A mutációk második csoportja emberkéz eredménye. Az amerikai hadsereg által létrehozott F.E.V. vírus egy bombatalálat miatt kikerült a légkörbe, és a radioaktivitás miatt mutálódva mindent megfertőzött, ami az útjába került. Ez önmagában nem jelentette azt, hogy mutánssá változott az, akinek a szervezetébe bejutott, viszont a játékok cselekménye szempontjából lényeges, hogy akikébe igen, azokra nem hat ugyanúgy a tiszta F.E.V. Ugyanakkor különféle kísérletek hatására szándékos fertőzés eredményeként is létrejöttek mutánsok. Az F.E.V. eredményei a lebegők, a kentaurok, a szupermutánsok, a wanamingók, és a halálkarmok. Utóbbiak a Fallout-franchise ikonikus lényei, mint a pusztaság csúcsragadozói, és főleg a korai epizódokban rendkívül erős ellenfelek.
Egy kaliforniai titkos katonai bázison végezték az F.E.V.-kísérleteket, és egy másik üzemben gyártották a vírust. A gyár bombatalálatot kapott, a kísérleti terep azonban átvészelte a pusztítást. Richard Grey így talált rá karavánjával évtizedekkel később, amikor a környéken ólálkodó mutáns szörnyek forrását kereste. Egy baleset következtében a vírustároló tartályba zuhant, és megfertőződött. Az extrém dózis hatására teste horribilis változásokon ment keresztül, elméje azonban kifinomult és emberfeletti lett. Később Mesternek nevezte magát, és elhatározta, hogy az emberiség egészét át kell alakítania új, tökéletes formájába: szupermutánssá. A Mester nem volt a klasszikus értelemben vett főgonosz, ugyanis szándékai alapvetően jók voltak, ennek ellenére módszerei brutálisak: minden elfogott embert vagy szupermutánssá változtatott az F.E.V. vírus tartályaiba merítéssel, vagy ha az illető erőszakosan ellenállt, megölette – az együttélést emberek és szupermutánsok közt lehetségesnek tartotta, de előbbieket nem engedte volna szaporodni. A próbálkozása kudarcot vallott, mikor kiderült, hogy az egyébként erős és biológiailag kvázi halhatatlan szupermutánsok sterilek. Ráadásul a szupermutánsok csekély hányada volt csak intelligens, többségük egy kisgyermek szellemi szintjére süllyedt vissza – ennek oka a már említett mutáns F.E.V. vírussal fertőződés volt. A Mester ezért szisztematikusan kereste a Menedékeket, és azok lakóinak alámerítését preferálta, hiszen ők nem fertőződtek meg, így velük volt elérhető a tökéletes végeredmény.
A Fallout világában az idegen lények is léteznek, többször találkozhatunk repülő csészealjakkal, rejtélyes csontvázakkal, sőt a Fallout 3 "Mothership Zeta" című kiegészítőjében hősünket el is rabolják.

## Menedékek
A Vault-Tec cég 122, egyenként ezer ember befogadására képes menedéket létesített. Ezek önfenntartó rendszerek, és képesek arra, hogy megvédjék az embereket egy esetleges nukleáris háborútól vagy járványtól. Emellett titokban kísérleti szerepet is betöltenek. Például volt, amelyikben csak férfiak éltek, volt, amelyik 15 év után már kinyílt, és volt, amelyik eleve hibás volt. Mindegyik óvóhely három szintes, kivéve a titkos Vault 0-t. Az óvóhelyekben a rendet a választott Felvigyázó tartotta fenn.
A Menedékek valódi célja azonban sohasem az volt, hogy minél több ember életét megmentsék, erre eleve alkalmatlanok is lettek volna, mert túl kevés volt belőlük. Tim Cain, a sorozat alkotója 2023-ban hosszasan mesélt különféle bennfentes információkat a játékokról, és felfedte, hogy az Enklávé eredeti célja az volt, hogy az emberiség elhagyja a pusztasággá vált Földet és egy másik bolygóra költözzön. Az utazás viszontagságait azonban nem élhette volna túl akárki, ezért a Vault-Tec kísérleteinek az volt a fő célja, hogy kiderítse, kik azok, akik a mostoha körülmények ellenére is jól bírják a bezártságot és a megpróbáltatásokat – ők lettek volna a majdani űrutasok. Ez a koncepció a Fallout 2 korai terveiben még benne volt, Tim Cainék távozásával azonban kikerült a játékból.
A játékok idejére már több Menedék is elhagyatott volt. Némelyiküket elhagyták lakói, volt, ahol a kísérletek szomorú véget értek, és volt, amelyekbe sikeresen törtek be kívülről, és már vagy mutánsok, vagy fosztogatók lakják.

### A játékokban szereplő Menedékek
- Bemutató óvóhely: Los Angeles alatt, Boneyard-ban épült, bemutató jelleggel. Később ez lett a Mester néven ismert főgonosz főhadiszállása. A Felvigyázó fülkéje elkülönítetten található meg, valamint titkos negyedik szintjén egy atombomba található.
- VTU szimulációs menedék: Nyugat-Virginiában a Vault-Tec Egyetem alatti szimulátor Menedék, ahol a majdani Felvigyázókat tették ki különféle próbáknak.
- Kongresszusi bunker: egy menedék, melyet az Enklávé részére építettek Appalachiában.
- Vault 0: a Fallout Tactics végén láthatjuk meg. Célja, hogy a háború esetén újra egyesítse az óvóhelyek lakosságát. Egy szuperintelligens számítógép, a Calculator rejtőzik itt, aki robotok és kiborgok gyártásával arra törekszik, hogy elsöpörje az emberiséget (köszönhetően egy műszaki hibának).
- Vault 3: Las Vegas mellett épült, egyike volt azon Menedékeknek, amelyek rendeltetésszerűen működtek. Egy vízbetörés azonban megakadályozza őket ebben, később pedig egy rablóhorda végez az összes lakójával.
- Vault 4: ebben a Menedékben a Vault-Tec tudósai éltek, akik különféle kísérleteket végeztek és mutánsokat állítottak elő – mindaddig, amíg a kísérleti alanyok ellen nem álltak és meg nem döntötték őket.
- Vault 6: ez a Menedék naponta meghatározott időközönként nagyobb adag sugárzást kapott egy rejtett tárolóból, minek következtében lakói őrült ghoulokká változtak.
- Vault 7:  Ezt a menedéket egy tó mélyére építették, feltöltötték vízzel, és nem terveztek benne senkit elszállásolni, pusztán egy robotot, aki azokat vizsgálja, akik bejutnak (csak a Fallout: The Board Game társasjáték kiegészítőjében szerepel).
- Vault 8: egyike azon kevés Menedékeknek, amelyek rendeltetésszerűen működtek: a megfelelő időben nyílt ki, lakói képesek voltak a túlélésre ezt követően is, és egy jól prosperáló közösséget hoztak létre: Menedékvárost.
- Vault 11: Las Vegas közelében épült. A vezérlő számítógép azzal fenyegetőzött, hogy megöli az ott élő emberek egy bizonyos csoportját, ha időnként valaki nem áldozza fel magát, ezért aztán a lakók feladata volt áldozatot találni. Egy idő után kiderült, hogy a fenyegetés nem volt valós, csak egy próbatétel.
- Vault 12: Bakersfield alatt található óvóhely. Úgy tervezték, hogy sose tudjon rendesen bezáródni az ajtaja. Emiatt a bent lakók a sugárzás hatására ghoulokká váltak, és a felszínre jőve megalapították Necropolis városát.
- Vault 13: az első rész főhősének lakóhelye. Úgy tervezték, hogy a szokásos időtartam helyett csak 200 év után nyíljon ki.
- Vault 15: közvetlenül a 13-as szomszédságában épült. Különböző vallási és etnikai csoportokat hoztak itt össze. Lakói elhagyták, és megalapították Shady Sands városát.  Nyolcvan évvel később fosztogatók tanyája lesz, mígnem egy kis közösség az Új Kalifornia Köztársaság segítségével saját települést nem alapít itt.
- Vault 17: egy kaliforniai Menedék, titkos kísérlete nem ismert, de több lakójával találkozunk a Fallout: New Vegasban. A Mester seregei elhurcolták lakóit és szupermutánsokká alakították.
- Vault 19: két szemben álló csoport harcára épült az egész Menedék.
- Vault 21: az egész menedék a szerencsejátékra épült, beleértve a konfliktusok megoldását.
- Vault 22: genetikailag módosított növényekkel folytatott kísérletek miatt dzsungellé változott.
- Vault 27: ebben a Menedékben a maximális kapacitásnál kétszer több embert helyeztek el, hogy a túlzsúfoltság hatásait vizsgálják.
- Vault 29: itt kizárólag gyermekek kaptak menedéket a Nagy Háború előtt, akikre egy mesterséges intelligencia felügyelt. Harold is innen származik.
- Vault 31-32-33: három egymással közvetlen kapcsolatban álló Menedék Santa Monicában, a Fallout TV-sorozatban jelennek meg. A 32-es és a 33-as között rendszeresen történtek elrendezett házasságok, hogy a genetikai tisztaságot megtartsák, azonban mindkettőt a 31-esből irányították a saját céljaik érdekében a Vault-Tec hibernált vezetői.
- Vault 34: a Menedéket telerakták fegyverekkel, amiket nem zártak el az emberek elől.
- Vault 36: az ételt előállító berendezések csak egy híg, ragacsos masszát tudtak készíteni.
- Vault 39: különféle kísérletek miatt az egész egy hatalmas földalatti dzsungellé változott.
- Vault 42: a beépített izzók egyike sem világított 40 wattnál nagyobb teljesítménnyel.
- Vault 43: ezt a Menedéket mindössze 20 férfi, 10 nő, és egy párduc lakták.
- Vault 44: egy rejtett szektorában tudósok kísérleteztek veszélyes élőlényekkel.
- Vault 51: Nyugat-Virginiában található. Kezdetben nem volt Felvigyázója, helyette egy ZAX szuperszámítógép segítségével választhatta volna ki maga közül az 52 lakó. Miután ez sikertelen volt, konfliktusok robbantak ki, a ZAX támogatásával, hogy a krízishelyzetben válasszanak maguknak vezetőt. Végül egy ember kivételével mind meghaltak.
- Vault 53: az itt üzemelő berendezések rendszeresen elromlottak, állandó javításra szorultak.
- Vault 55: ezen a helyen egyetlen olyan filmet sem helyeztek el ami egy kicsi mértékben is szórakoztató lenne.
- Vault 56: ezen a helyen sincs egy szórakoztató film sem, egyet kivéve, de abban egy ripacs alakítja a főszerepet
- Vault 63: Nyugat-Virginiában található. A Menedékben vélhetően lázadás, reaktorleállás vagy reaktortűz történhetett.
- Vault 68: ezer lakójából mindössze egy volt nő.
- Vault 69: ezer lakójából mindössze egy volt férfi.
- Vault 70: a Menedék ruhagyártó gépei hamar tönkrementek, így később a lakóknak nem volt mit felvenniük. Legtöbb lakója mormon volt.
- Vault 74: kísérlete nem tisztázott, kivágott játéktartalom, a Fallout: New Vegasban konzolból lehet csak elérni, így nem a történet része.
- Vault 75: ebben a Menedékben a gyerekek különválasztva élnek a családjuktól, és különféle emberkísérletekkel szelektálták ki a túlélésre leginkább alkalmas személyeket.
- Vault 76: Nyugat-Virginiában található és egyike a normálisan működő Menedékeknek. 25 évvel az atomcsapás után kinyílt. A Fallout 76 kezdő helyszíne.
- Vault 77: a teljes elszigeteltségben lévő Menedékben egyetlen ember élt csak, akinek egy csomó zoknibábfigura állt a rendelkezésére.
- Vault 79: itt őrizték az Egyesült Államok aranytartalékait. Egy reaktorszivárgás miatt lakói jelentős része meghalt vagy ghoullá változott.
- Vault 81: lakóin különféle orvosi kísérleteket folytattak volna, keresve egy univerzális gyógymódot minden betegségre, ha a Felvigyázó nem gondolta volna meg magát és tiltotta volna ki a kutatócsoportot.
- Vault 84: lakói bizonyos időközönként tartott szavazásokkal száműztek egy-egy embert.
- Vault 87: a lakókon FEV-vírussal folytattak kísérleteket.
- Vault 88: félkész maradt, a Fallout 4-ben a Menedék felvigyázójának szánt ghoullal közösen a játékos építheti fel.
- Vault 92: zenészeket költöztettek be ide, akik a háttérben sugárzott folyamatos, monoton hang miatt szép lassan megőrültek.
- Vault 94: Nyugat-Virginiában található, egy évvel a bombázások után kinyitották. Lakói a béke és a közösségi munka jegyében szerveződtek, mind-mind pacifista vallási közösségekből érkezve. Lakóit a pusztaság paranoiás lakói, akik békés szándékaikat félreértelmezték, lemészárolták. Miután szétlőttek egy É.L.E.T.-et is, az felrobbant, és a környéken mutáns növények és állatok jelentek meg.
- Vault 95: a Nemzetközösségben, azon belül is a Ragyogó Tenger szélén található. Függőségben szenvedőket költöztettek ide, hogy az elvonási tüneteket vizsgálhassák a lakókon, majd közölték velük, hogy vannak elrejtett ellátmányok.
- Vault 96: Nyugat-Virginiában található. Mindössze öten lakták, névleg a flóra és a fauna megőrzését tűzve ki céljukul, a valóságban a Menedék számítógépes rendszere arra kényszerítette őket, hogy meghatározott kvóta szerint végezzenek el genetikai kísérleteket élőlényeken és figyeljék is meg azokat.
- Vault 101: Washington városa alatt található, és úgy tervezték, hogy sose nyíljon ki. A Fallout 3 itt indul, és hamar kiderül, hogy a főhős és az apja kintről jöttek be ide.
- Vault 106: a 101-es mellett található. Beindulása után nem sokkal pszichoaktív drog került a szellőzőrendszerbe.
- Vault 108: eredetileg irányítási nehézségekkel küszködő menedék volt: minden pozíciót egy halálos beteg Felvigyázó töltetett be, az energiaellátó rendszerek húszévente meghibásodtak, nem volt semmilyen szórakozási lehetőség, és volt egy klónozóberendezés is. Végül egy Gary nevű férfi klónjai vették át az irányítást.
- Vault 109: az itt lakók a legdrágább luxuscikkek adta fényűzésben élhettek, míg ismeretlen okból radioaktív nem lett az egész Menedék.
- Vault 111: a Sanctuary Hills melletti Menedékben néhány évvel a háború után egy ismeretlen esemény következtében egyetlen, hibernációban lévő lakó kivételével mindenki meghalt. A Fallout 4 ebben a menedékben kezdődik.
- Vault 112: az itt lakók egy virtuális valóságban élnek, mely a háború előtti világot idézi.
- Vault 114: Boston leggazdagabb polgárai voltak a lakói, akiken azt próbálták ki, hogy bírják a szegénységet és a nélkülözést. A Menedék sosem készült el teljesen.
- Vault 117: kivágott tartalom a Fallout 4-ből.
- Vault 118: két különböző szárnyát tervezték, az egyikben tíz gazdag, a másikban háromszáz szegény élt volna, előbbiek teljhatalmával, de utóbbiak lakrésze sosem készült el teljesen. Bezáródása után a gazdagok tudatát Robobrain-ekbe költöztették.
- Vault 121: kivágott helyszín a Fallout 4-ből, a 95-ös helyén volt található egyes korai térképeken.

## Játékmenet

### A SPECIAL-rendszer
A játékok főhőseinek generálásakor használatos rendszer. A SPECIAL egy betűszó, amely hét alaptulajdonság összefoglaló neve: az erő (Strenght), az érzékelés (Perception), az állóképesség (Endurance), a karizma (Charisma), az intelligencia (Intelligence), az ügyesség (Agility), és a szerencse (Luck). Jelentős mértékben épít a GURPS-re, amely eredetileg a játékok alapja lett volna, de a fejlesztés végső fázisában kikerült.
Ezen hét alaptulajdonság pontokra van osztva egy 1-től 10-ig terjedő skálán. Ezenkívül minden karakternek kell, hogy legyen jelleme, amelyek jellemzően változatlanok maradnak a játék során, kivéve bizonyos esetekben ideiglenesen (droghasználat, páncélviselés, bizonyos karakterek megjelenése, szemsérülés) vagy véglegesen (adott tárgyak használatával illetve a bizonyos szintlépésekkor felvehető perkek formájában).
A karakterek emellett bizonyos képzettségekben szerezhetnek jártasságot. A jártasságot százalékos értékben fejezi ki a játék, minden szintlépéskor meghatározott mennyiségű elkölthető ponttal lehet fejleszteni ezeket. Miután a karakter elérte valamiből a 100 százalékot, utána is lehetséges fejleszteni, egészen 300%-ig, de már csak több pont felhasználásával. Karaktergeneráláskor választhatunk három olyan képzettséget, amelyek kiemelten fejleszthetők (kétszer olyan gyorsan). Bizonyos képzettségeinkre a SPECIAL-pontértékek is hatással vannak.

### Pip-Boy és a Vault Boy
A Pip-Boy egy csuklóra erősíthető mini számítógép, mely a legelső játéktól kezdve szerepel. Funkciója sokrétű: mutatja a küldetéseket, a nálunk lévő tárgyakat, térképeket, statisztikákat, sőt harcban is használható. Az első két játékban a Pip-Boy 2000-es modell szerepel, a Fallout Tacticsban ennek kissé módosított verziója, a 2000BE, a Fallout 76-ban ennek Mark VI változata. Az újabb játékokban a 3000-es modell szerepel, illetve egyfajta gegként a New Vegasban a Pimp-Boy 3 Billion is megszerezhető egy küldetés során.
A játékok egyik közismert figurája Vault Boy. Gyakran tévesen Pip-Boynak nevezik, annak más kabalafigurája van. Vault Boy a Menedékek kezeslábasában megjelenő rajzolt figura, legtöbbször a karakterek generálásánál és szintlépésekkor találkozhatunk vele. A későbbi játékokban több helyen is megjelenik, például posztereken vagy miniatűr figurákon. Vault Boyt Leonard Boyarsky tervezte, a Monopoly figuráinak alapulvételével.

### Erőpáncél
A Fallout-univerzum másik jellegzetessége a gyalogsági páncélzat, amely gyakorlatilag egy külön erőforrással működtethető vázszerkezet. Nemcsak megvédi viselőjét, hanem lehetővé teszi nehezebb fegyverek és holmik cipelését is. A játékokra jellemző módon azok borítóin nem egy arc szerepel, hanem mindig egy erőpáncél sisakja (kivéve a New Vegast, azonban ebben az epizódban az erőpáncélok nem is annyira különlegesek).
Az eredeti erőpáncél terveit Leonard Boyarsky alkotta meg. Annak formáját és a szemvédő részt az "Elveszett gyermekek városa" ihlette, a különféle csövek és nyílások pedig az általános esztétikát voltak hívatottak feldobni. Annyira tetszetős volt Boyarsky rajza, hogy a játékban már lemodellezett erőpáncélt is ennek megfelelően alakították át.
Az első epizód borítóján egy T51b-modell látható. Az eredeti tervek szerint a Fallout 2 ugyanezt a képet használta volna, csak a sisak meglehetősen leamortizált lett volna, és át is lett volna alakítva, arra is figyelemmel, hogy a főhős egy törzsből érkezett. Ezt végül elvetették, és helyette egy X-01-es erőpáncél került a borítóra, a tervezett kép pedig a játék egyik betöltőképernyőjére került. A Fallout Tactics másfajta sisakot használt. Amikor a Bethesda átvette a játékokat, megtartotta az erőpáncélt, mint ikonikus jellegzetességet. A Fallout 3 borítóján egy elavultabb modell, a T-45-ös volt látható, a Fallout 4-ben pedig a fejlett T-60-as modell. Ez utóbbi játékban a páncél szerepe is átalakult és egyfajta jármű lett belőle: szabadon átalakítható lett, ki-be lehetett belőle lépkedni, működtetéséhez pedig fúziós magra volt szükség.
A játékok története szerint a West Tek amerikai katonai beszállító cég tervezte ezeket. 2065-2067 között készült néhány sikertelen prototípus, ezek fejlesztése során találták fel a kompakt fúziós cellákat. Ezzel azonban közvetetten megrontották a kapcsolatot Kínával, ugyanis annak gazdasága extrém mértékben függött a fosszilis energiahordozóktól, így energiaválság fenyegetett. Kanada megtámadta Alaszkát, 2067-ben pedig bevetették az első erőpáncélokat, máris nagy sikerrel. A Nagy Háború kitörésére a csúcsra járatták a termelést és a fejlesztést. A Nagy Háború után az Acél Testvérisége szervezet gyűjtötte be ezeket a páncélokat, mint a letűnt kor relikviáit.

## Helyszínek

### Központi Régió (Core Region)
Ez a terület az első két játék színhelye. Kiterjedése Los Angeles városától fel északra egészen Arroyo falujáig terjed. Az Egyesült Államok kaliforniai területének jelentős részét magában foglalja, de Nevada és Oregon területéből is tartalmaz egy kicsit. Jelentős részében lakatlan terület, az itt élők ugyanis inkább a nagyobb városokba húzódtak vissza, és a terület klímája egyébként is száraz. Hamarosan kisebb csoportok kezdtek el kialakulni, akik kisajátították maguknak az egyes településeket, így váltak egész városok etnikailag homogénné.
A ghoulok eredetileg Bakersfield városának romjai közt éltek, de később menekülni kényszerültek, és Gecko, valamint Broken Hills városába költöztek. A szupermutánsok eredetileg a mariposai katonai bázis körül hemzsegtek, de a Mester legyőzése után szétszéledtek a nagyvilágban. Az emberek pedig létrehozták új településeiket: Hub, Csonttelep, Új Kaliforniai Köztársaság, Menedékváros, New Reno, és San Francisco. Emellett itt működik a technokrata békefenntartó közösség, az Acél Testvérisége.

### Mojave sivatag (Mojave Wasteland)
A Fallout: New Vegasban megismerhető terület, mely az USA második legnagyobb sivataga. Helyileg Kalifornia, Nevada, Utah és Arizona területét foglalja magában. A háború előtt Las Vegas volt a terület központja, és a helyén felépült New Vegas próbálja ezt a színvonalat fenntartani. A terület tulajdonosa, Mr. House a háború előtt rakéta-elhárító rendszert vetett be, így a városra és a környékére ledobott 77 atomrakétából mindössze 7 tudott becsapódni. Ennek köszönhetően a terület gyakorlatilag radioaktivitástól mentes, s kevesebb a mutáns is. A területet az Új Kaliforniai Köztársaság, Caesar Légiója, Utobitha szupermutánsai, és kisebb maffiák próbálják uralni. Egy kisebb bunkerben maga az Acél Testvérisége is felbukkan.

### Fővárosi Pusztaság (Capital Wasteland)
Washington városainak romjai között 2277-ben ádáz harc dúl az emberek és a mutánsok között, akik az FEV-vírussal folytatott kísérlet következtében jöttek létre, bár eltérnek nyugati parti társaiktól. Az itteni települések gyakran minőségben is eltérnek a megszokottól: Rivet City, a környék központja például egy régi anyahajón jött létre. Kisebb települések: Little Lamplight, Megaton, Paradise Falls, és Big Town is kialakultak. A Pentagon maradványai közt az Acél Testvérisége vert tanyát. A romok között a közlekedés gyakran a metróalagutakra korlátozódik.

### Nemzetközösség (Commonwealth)
Az egykori Massachusetts állam területét hívják így a Fallout 4-ben, amely a játék alternatív univerzuma szerint a Nagy Háború előtti Egyesült Államok idején is egy önálló területet alkotott. Ugyanis a második világháborút követően itt nem 50 állam létezett, hanem 13 Nemzetközösség, a játékban szereplő terület volt a New England Commonwealth. A terület Bostont és környékét foglalja magába.

### Appalachia
A valóságban Nyugat-Virginia területén található zóna a Fallout 76 helyszíne. Felépítése, külsőségei, és az azt működtető frakciók a keleti partvidékiekkel megegyezőek.

## Frakciók

### Nyugati partvidék
Az itteni szerveződések közül nagyon kevés korlátozódik egy vagy két településre, jellemzően nagyobb kiterjedésűek. A pozitív oldalon állók közül kiemelkedő az Új Kaliforniai Köztársaság (NCR), amely egész Kaliforniát megpróbálja egy egységes, demokratikus állammá kovácsolni. Lényegesen eltér tőlük a technokrata Acél Testvérisége. Erőpáncéljaik, lézerfegyvereik szinte legyőzhetetlenné teszik őket. Fő céljuk azonban a háború előtti technológia megőrzése és begyűjtése, nem pedig a hódítás. Rajtuk kívül léteznek békésebb társaságok, mint az Apokalipszis Követői, akik önkéntesen segítenek a rászorulóknak, illetve a Rangerek és a Gun Runners, amelyek egyfajta rendfenntartó társaságok.
A gonosz oldalon két jelentősebb csoportosulás áll. Az első a Katedrális Gyermekei néven ismert egyház, mely valójában csak egy fedőszervezete a Mester világuralmi terveinek és a szupermutánsokból álló hadseregnek. Később az egész csoport megsemmisül. Vele ellentétben az Enklávé nem más, mint az Egyesült Államok valamikor egy olajfúró toronyra menekült árnyékkormánya, amely továbbra is világuralmi terveket szövöget, és fajvédő politikájával célul tűzte ki a mutánsok, sőt az F.E.V. vírus levegőbe került változatával megfertőződött emberek (gyakorlatilag mindenki, aki a felszínen élte túl a háborút és azok leszármazottai) teljes kiirtását. Bár sikerült őket kisöpörni a területről, bázisuk átköltözött a keleti partvidékre. Rajtuk kívül egyéb, kisebb frakciók is léteznek, mint például fosztogatócsapatok (Khans, Vipers, Jackals stb.), illetve rabszolga-kereskedő hálózatok, valamint keletebbre Caesar Légiói.

### Keleti partvidék
Washington belvárosát és a környékét szupermutánsok tartják az uralmuk alatt, akik mások, mint nyugati társaik. Velük és egymással is harcolnak különféle szervezetek: az egészen idáig kimerészkedő Acél Testvérisége, a tőlük kivált Testvériségi Kitaszítottak, valamint az Enklávé seregei. A terület egyébként számos kisebb frakciónak ad otthont. Boston környékén a rejtélyes Intézet is befolyásos szerveződés, amely az androidok gyártásában ért el eredményeket.

## Epizódok

### Kiadott játékok

#### Fallout
A Wasteland szellemi örököse, mely 1997-ben jelent meg. A játék főhőse a 13-as Menedék egyik lakója (Vault Dweller), akit 2161-ben azzal a feladattal küldenek ki óvóhelyéről, hogy találjon egy működőképes víztisztító chipet, különben az egész kolónia szomjan hal. A posztnukleáris Dél-Kaliforniában kalandozva számtalan élményben lehet része a játékosnak. Itt mutatkozott be az ötvenes éveket és a modern technológiát ötvöző kitalált világ, valamint a SPECIAL karakterfejlesztő rendszer.

#### Fallout 2
A második rész 1998-ban érkezett, és lényegében megegyezett az előző epizóddal, apróbb, a játékmenetet segítő változtatásokat leszámítva. Nyolcvan évvel az első rész eseményei után járunk, az első rész főhősének leszármazottja a karakterünk. A Kiválasztottnak (Chosen One) ezúttal az éhezéstől kellett megmentenie faluját: találnia kellett egy G.E.C.K.-et. Az első epizód nyomasztóbb, helyenként már-már horrorszerű hangulatát oldottabbá tették, a játék nem volt híján a fekete humornak, valamint számos popkulturális utalást és paródiát is tartalmazott, illetve a játékos karaktere alkalmanként áttörte a negyedik falat és kiszólt a cselekményből.

#### Fallout Tactics: Brotherhood of Steel
A szerepjátékok egyik nagy erősségének tartották a körökre osztott harcrendszert. 2001-ben érkezett egy játék, mely erre építkezve taktikai stratégiaként jelent meg. A Tactics valamikor a 2180-as évek végén játszódik, főként közép-amerikai területeken, és csak nagy vonalakban kapcsolódik a története az előző epizódokéhoz. Ebben a játékban a korábbi részekben megismert Acél Testvérisége harcosaiként kell különféle fenyegetésekkel szemben felvennünk a harcot. Feljavított grafika, többféle harcmodor és a kétféle körökre osztott harcrendszer mellett a valós idejű harcrendszer megjelenése jellemezték, a dialógusok szinte teljes mellőzése mellett.

#### Fallout: Brotherhood of Steel
Konzolokra készült egy játék 2004-ben, mely csak nevében kötődik a legendás sorozathoz. Egy akció-RPG-t kapunk kézhez, melyben a főhős az Acél Testvériségének egy újonca, aki azt az öngyilkos küldetést kapja, hogy derítse ki, mi történt egy eltűnt Paladin-osztaggal. Ez volt az Interplay által fejlesztett utolsó Fallout-játék, olyan, a sorozattól szokatlan elemekkel, mint a heavy metál háttérzene.

#### Fallout 3
Az immár a Bethesda Softworks által fejlesztett és kiadott harmadik rész 2008-ban érkezett el a játékosokhoz. A korábbi felülnézetes, izometrikus kétdimenziós nézetet felváltotta az első személyű háromdimenziós nézet, de minden más elem, kisebb módosításokkal, a régi maradt. A sztori átkerült az USA keleti partvidékére, a 2277-es évbe. Főhősünk, a 101-es Menedékben nevelkedett Magányos Vándor (Lone Wanderer) egy nap útra kel, hogy megkeresse rejtélyes körülmények közt eltűnt apját a nagyvilágban. Akaratán kívül azonban grandiózus tervek megvalósításába folyik bele.

#### Fallout: New Vegas
A főhős egy futár (The Courier), akit 2281-ben tisztázatlan körülmények között lelőnek útközben és elveszik tőle a nála lévő platinazsetont. Egy robot segítségével azonban helyrehozzák, s így neki kell vágnia megkeresni merénylőjét. Természetesen később kiderül, hogy magasabb rendű érdekek mozgatták a háttérből a szálakat, nem egy piti bűnöző, s mindennek köze van ahhoz a bizonyos platinazsetonhoz.

#### Fallout Shelter
A 2015-ben okostelefonokra, majd később PC-re is megjelent játék egyszerű, de szórakoztató: egy saját Menedéket kell létrehoznunk benne, és menedzselnünk az ott élők életét, figyelemmel a problémáikra, valamint a kívülről érkező támadásokra is. 2019-ben készült egy többjátékos változat is, Fallout Shelter Online néven.

#### Fallout 4
A  játék 2287-ben játszódik a főhőse az Egyedüli Túlélő (Sole Survivor), aki a bombák becsapódása után a 111-es Menedékben talált otthonra. Miután hibernációban töltött 210 évet, ébredésekor döbbenten látja, hogy mindenki meghalt körülötte, így csak magára számíthat a vad és veszélyes világ megismerése során. Ebben az epizódban Boston és környéke kerül felderítésre.

#### Fallout 76
Ez az MMORPG 2018-ban jelent meg. 2102-ben játszódik Nyugat-Virginia területén, ahol a 76-os Menedéket elhagyó túlélők a világ benépesítésén és újjáépítésén munkálkodnak.

### Ki nem adott játékok

#### Fallout Extreme
Ennek a játéknak a fejlesztését 2000-ben kezdték meg, de néhány hónap után leállították. A tervek szerint egy csapatalapú, első- és harmadik személyű nézetet használó taktikai shooter lett volna, amelyet Xboxra adtak volna ki, Unreal Engine grafikus motorral.

#### Fallout Tactics 2
Eredetileg a Wasteland folytatásának szánták, fejlesztés közben módosították ennek a játéknak a terveit úgy, hogy a Fallout Tactics folytatása legyen. A Micro Forté által készített játék fejlesztését 2001 decemberében állították le, miután az első rész rosszul fogyott.

#### Van Buren (Fallout 3)
A Fallout 3 fejlesztését eredetileg a Black Isle Studios kezdte meg, Van Buren kódnéven. Akárcsak a korábbi epizódok, ez is felülnézeti nézőpontot használt volna, de már teljesen háromdimenziós megjelenítéssel és a SPECIAL rendszer apró módosításaival. Az elképzelés szerint pár évvel jártunk volna a második rész történései után, ahol egy teljesen új sztorisávot ismerhettünk volna meg, egy börtönből szabadult rab szemszögéből. Ezt a játékot 2003-ban végleg törölték, csak egy játszható alfa maradt fenn belőle. A 2010-es "Fallout: New Vegas" több elemét is átvette.

#### Fallout: Brotherhood of Steel 2
A konzolos "Fallout: Brotherhood of Steel" folytatásának fejlesztését már az első rész befejezése előtt elkezdték, és részben ez okozta a Fallout 3 fejlesztésének leállítását. Ugyanazt a grafikus motort használta volna, új fegyverekkel és ellenségekkel. A korábbi epizódok hírnévrendszere jelentősen egyszerűsítve, de bekerült volna – attól függően, hogy egy karakter jó vagy rossz hírű, más dolgok történhettek volna vele. A négy irányítható harcos más-más harcmodorban küzdött volna, így az újrajátszhatóság is élvezetesebb lett volna. A tervek szerint új játékmód lett volna még a kétjátékos kooperatív üzemmód, a lopakodás és a csendes gyilkolás lehetősége,illetve bizonyos karaktereknél az ágyútornyok használata.
A fejlesztés már előrehaladott állapotban volt, amikor 2004-ben leállították. 2009-ben kiszivárgott a tervdokumentáció, mely alapján a karakterek és a helyszínek mellett a történet egyes elemeire is fény derült: eszerint az első részhez hasonlóan Texasban játszódott volna, de a végül szintén törölt Van Buren sztorielemei is bekerültek volna, erősítve a kánont.

#### Fallout Online
Korábban Project V13 kódnéven is ismert volt. Az Interplay nehéz anyagi helyzetében eladta a Fallout egyjátékos módjának jogait, de nem így tett a többjátékos jogokkal. Egészen pontosan úgy állapodtak meg a Bethesdával, hogy ha meghatározott határideig nem készül el az Interplay berkein belül egy MMORPG, akkor annak jogai is átszállnak a Bethesdára. A munkálatok 2008-ban kezdődtek, de a késlekedés miatt a Bethesda már bírósághoz fordult. A felek végül megállapodtak, és 2012-ben az Interplay átadta a jogokat. A Bethesda végül teljesen új játékot készített (Fallout 76), a félkész Fallout Online-ból pedig eltávolítottak minden Fallout-utalást, és BIMAR (Black Isle Mayan Apocalypse Replacement) kódnéven folytatták tovább a fejlesztést. Hivatalosan ugyan nem törölték, de a fejlesztést vélhetően rég leállították.

### Társasjátékok
2001-ben a Fallout Tactics alapján készült egy "Fallout: Warfare" játék, mely a SPECIAL-rendszer egyszerűsített változatát használta. A szabálykönyvet az eredeti játékokat is készítő Chris Taylor írta. Öt különböző játszható frakcióval, járművekkel, négyféle játéktípussal és 33 különféle egységgel rendelkezett, a játékhoz pedig elegendő volt egy tízoldalú dobókocka. 2018-ban "Fallout: Wasteland Warfare" címmel jelent meg egy hasonló játék a Modiphus Entertainmenttől, 2022-ben pedig annak virtuális változata. 2024-ben érkezik ugyanettől a kiadótól a Fallout Factions.
Egy más jellegű, hagyományos társasjáték (Fallout: the Board Game) jelent meg 2017-ben a Fallout 3 és Fallout 4 alapján, melyet 1-4 játékos játszhatott. 2018-ban egy kiegészítés jelent meg hozzá, "Fallout: New California" címmel.
2021-ben jelent meg a "Fallout: the Roleplaying Game", a Modiphus Entertainment kiadásában. Ez egy asztali szerepjáték, amely a SPECIAL módosított változatát használja, valamint az úgynevezett "2d20" rendszert, ami annyit tesz, hogy minden döntéskor dobni kell két húszoldalú dobókockával, és a kijövő értéket kell összevetni az adott döntéssel összefűggő SPECIAL-értékkel. Lehetséges újradobni is "akciópontok" felhasználásával. A történet a Fallout 4 helyszínein játszódik, szinte annak cselekményével egy időben. 2023-ban "Winter of Atom" címmel egy előzménytörténetet is kiadtak hozzá.
2024-ben kiadásra került a "Magic: The Gathering: Fallout", amely az eddig megjelent összes Fallout-játékon alapuló kártyákat tartalmaz. A 146 új kártyán különféle karakterek, felszerelések, Menedékek, stb. láthatóak.

### Filmadaptáció

#### Fallout (televíziós sorozat)
A 2024-ben bemutatott sorozat a nyugati partvidéken játszódik, a Fallout első részéből megismert Los Angeles városában és Dél-Kaliforniában, 2296-ban. Főhőse, Lucy a 33-as Menedék lakója, aki az apját keresve indul el a pusztaságba, ezalatt pedig belekeveredik egy hajtóvadászatba, amely az Enklávé egy szökött tudósa után folyik.

## Hatások
A Fallout világa az 1950-es és 1960-as évek hidegháborús félelmeinek szatírája. Mint ilyen, rengeteget merít az ötvenes évekbeli ponyvaregényekből, a korabeli sci-fikből és képregényekből, továbbá az atomkori optimizmusból, amely az emberiség gondjainak megoldását a nukleáris energiában látta. A képi világ retro-futurisztikus: az ötvenes években alkalmazott futurista (ún. Raygun Gothic) esztétikát vegyíti az 1956-os "A tiltott bolygó" című film vizualitásával. Ebben a világban a tranzisztorok egyáltalán nem terjedtek el széles körben, helyettük a vákuumcsövek használata az általános, az építészeti stílus pedig az 1920-1940-es évek közt uralkodóra hasonlít. Olyan energiafegyvereket használnak az emberek, mint a Flash Gordonban, a kevés fellelhető gépjármű pedig pontosan úgy néz ki, mint az ötvenes évek amerikai gépkocsijai.
Fontos inspiráció volt még "A fiú és kutyája" című novella és az abból készült film, valamint a Mad Max-filmsorozat.

## Forráshivatkozások
1. ↑   (2018. október 3.) „The History of Fallout”. Retro Gamer (186), 21. o.
2. ↑  http://www.betawatcher.com/game.aspx?gameid=417
3. ↑  Fallout Bible (angol nyelven). Fallout Wiki. (Hozzáférés: 2024. április 2.)
4. ↑  „The Cancelled Fallout Movie” (hu-HU nyelven).
5. ↑  „The True Purpose of Vaults in Fallout” (hu-HU nyelven).
6. ↑  Cite web-hiba: a title paramétert mindenképpen meg kell adni!. bethesda.net. (Hozzáférés: 2024. április 15.)
7. ↑  https://www.tweaktown.com/news/91806/tim-cain-reveals-the-books-films-games-real-life-influences-that-inspired-first-fallout/index.html
8. ↑  „A Chat With Leonard Boyarsky” (hu-HU nyelven).
9. ↑  Contributor, Matt Martin: Fallout 4 players are building very cool Power Armor collections (angol nyelven). VG247, 2015. november 17. (Hozzáférés: 2024. április 15.)
10. ↑  Kaiser, Rus McLaughlin & Rowan: IGN Presents the History of Fallout (angol nyelven). IGN, 2010. július 21. (Hozzáférés: 2024. április 15.)
11. ↑  Co-founder, Kieron Gillen. „No More Than Words: Fallout Extreme”, Rock, Paper, Shotgun, 2010. január 27. (Hozzáférés: 2024. április 15.) (angol nyelvű)
12. ↑  Fallout Extreme - kolejny Fallout, którego nie było (lengyel nyelven). Polygamia, 2010. január 27. (Hozzáférés: 2024. április 15.)
13. ↑  Fallout Tactics 2 [PC - Cancelled - Unseen64] (amerikai angol nyelven). Unseen64: Beta, Cancelled & Unseen Videogames!, 2010. március 25. (Hozzáférés: 2024. április 15.)
14. ↑  That Time Someone Else Was Making Fallout 3. web.archive.org, 2015. november 24. [2015. november 24-i dátummal az eredetiből archiválva]. (Hozzáférés: 2024. április 15.)
15. ↑  Brotherhood of Steel 2 design documents - Planet Fallout. web.archive.org, 2012. március 24. [2012. március 24-i dátummal az eredetiből archiválva]. (Hozzáférés: 2024. április 15.)
16. ↑  Shirke, Author Rahul: Interplay returns; brings Fallout MMO (angol nyelven). StuffWeLike, 2008. április 10. (Hozzáférés: 2024. április 15.)
17. ↑  massively.com. www.afternic.com. (Hozzáférés: 2024. április 15.)
18. ↑  The Great Fallout Legal Battle Ends Without a Fallout MMO (angol nyelven). Kotaku, 2012. január 9. (Hozzáférés: 2024. április 15.)
19. ↑  Archivált másolat. [2018. január 30-i dátummal az eredetiből archiválva]. (Hozzáférés: 2024. április 15.)
20. ↑  Fallout: The Roleplaying Game Ruleset for Fantasy Grounds (angol nyelven). Fantasy Grounds Website. (Hozzáférés: 2024. április 15.)
21. ↑  Post-Nuclear Gift Guide - Fantasy Flight Games. web.archive.org, 2019. június 16. [2019. június 16-i dátummal az eredetiből archiválva]. (Hozzáférés: 2024. április 15.)
22. ↑  Welcome to New California - Fantasy Flight Games. web.archive.org, 2019. április 21. [2019. április 21-i dátummal az eredetiből archiválva]. (Hozzáférés: 2024. április 15.)
23. ↑  Fallout The Roleplaying Game (angol nyelven). Modiphius Entertainment. (Hozzáférés: 2024. április 15.)
24. ↑  Fallout fans can return to the Commonwealth in Winter of Atom campaign - Polygon. web.archive.org, 2023. április 20. [2023. április 20-i dátummal az eredetiből archiválva]. (Hozzáférés: 2024. április 15.)
25. ↑  Fallout® | Magic the Gathering (amerikai angol nyelven). MAGIC: THE GATHERING. (Hozzáférés: 2024. április 15.)
26. ↑  Junktown Dog :. web.archive.org, 2013. január 20. [2013. január 20-i dátummal az eredetiből archiválva]. (Hozzáférés: 2024. április 15.)
27. ↑  „Fallout: New Vegas designer Josh Sawyer on post-apocalyptic games”, The Guardian, 2010. november 10. (Hozzáférés: 2024. április 15.) (brit angol nyelvű)